# Повстання пуебло
Повстання Пуебло 1680 року — також відоме як Повстання Попая — було повстанням більшості корінних жителів Пуебло проти іспанських колонізаторів у провінції Санта-Фе-де-Нуево-Мексика. Під час повстання пуебли вбили 400 іспанців і витіснили решту 2000 поселенців з провінції. Опісля повстання, повторне підкорення Нью-Мексико іспанцями, відбулось через дванадцять років.

## Передумови
Понад 100 років, починаючи з 1540 р., корінні американці Пуебло сучасного Нью-Мексико зазнавали послідовних знущань від солдатів, місіонерів та поселенців. Ці зустрічі, які називаються ентрадами (вторгненнями), характеризувались жорстокими протистояннями між іспанськими колоністами та народами Пуебло. Війни Тігуекса взимку 1540-41 під час експедиції Франсиско Васкес де Коронадо проти дванадцяти або тринадцяти поселень корінних американців пуебло Тіва, були особливо руйнівними для пуебло-іспанських відносин.
У 1598 р. Хуан де Оньяте повів 129 солдатів та 10 францисканських католицьких священників, а також велику кількість жінок, дітей, слуг, рабів та худоби в долину Ріо-Гранде в Нью-Мексико. Тоді в регіоні мешкало приблизно 40 000 корінних американців пуебло. Оньяте розгромив повстання в Акомі Пуебло, вбивши і поневоливши сотні корінних американців і присудивши всіх чоловіків, яким було 25 років і старше, відрізати ногу. Різанина Акоми мала прищепить страх у регіоні на довгі роки, а францисканські місіонери були призначені в кілька міст Пуебло для християнізації тубільців.

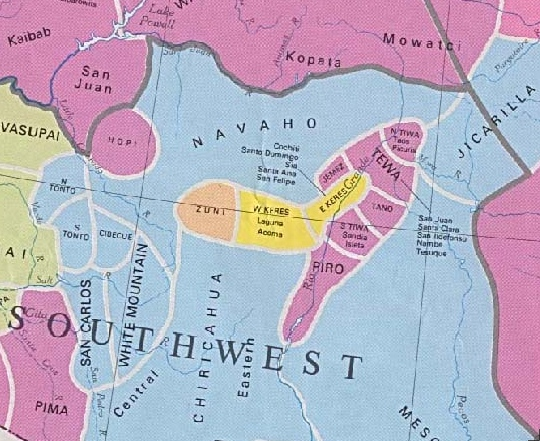
Розташування поселень Пуебло та їх сусідів на початку Нью-Мексико.

Іспанську колоніальну політику в 1500-х роках щодо корінних громадян було важко застосувати на північному кордоні. З встановленням першого постійного колоніального поселення в 1598 р. Пуебло були змушені надавати данину колоністам у вигляді примусових робіт, меленої кукурудзи та текстилю. Енком'єнда незабаром були створені колоністами уздовж Ріо-Гранде, обмежуючи доступ пуебло до родючих сільськогосподарських земель і води та накладаючи важкий тягар роботи на пуебло. Особливо нестерпними для Пуебло були напади на їх традиційну релігію. Францисканські священики встановили теократії у багатьох селах Пуебло. У 1608 році, коли здавалося, що Іспанія може залишити провінцію, францисканці охрестили сім тисяч Пуебло, щоб спробувати переконати Корону в протилежному. Незважаючи на те, що спочатку францисканці терпіли прояви старої релігії, поки жителі пуебло відвідували меси і підтримували публічний поклон католицизму, Фрей Алонсо де Посада (в Нью-Мексико 1656—1665) заборонив танці Качина людьми Пуебло і наказав місіонерам захопити і спалити маски, молитовні палички та образи. Францисканські місіонери також заборонили використовувати ентеогенні наркотики в традиційних релігійних церемоніях Пуебло. Кілька іспанських чиновників, наприклад Ніколас де Агілар, який намагався приборкати владу францисканців, були звинувачені в єресі і постали перед інквізицією.  
У 1670-х рр. регіон охопила посуха, спричинивши голод серед Пуебло та посилила набіги апачів, яким іспанці та пуебло не змогли запобігти. Фрей Алонсо де Бенавідес написав декілька листів до короля, описуючи умови, зазначивши, що «іспанські жителі та індіанці їдять ремінці». Заворушення серед пуебло загострилися в 1675 році. Губернатор Хуан Франсиско Тревіно наказав заарештувати сорок сім знахарів і звинуватив їх у «чаклунстві». Четверо знахарів були засуджені до страти через повішення; три з цих вироків були виконані, тоді як четвертий в'язень покінчив життя самогубством. Решта чоловіків були публічно випороті та засуджені до тюрми. Коли ця новина дійшла до лідерів Пуебло, вони приїхали до Санта-Фе, де знаходились в'язні. Оскільки велика кількість іспанських солдатів виступила проти апачів, губернатор Тревіньо був змушений прийняти вимогу Пуебло про звільнення полонених. Серед звільнених був і житель Окей-Овінге («Ohkay Owingeh» на мові Тева) на ім'я Попай.

## Повстання
Після звільнення Попая, разом з низкою інших лідерів Пуебло спланував і організував повстання Пуебло. Попай оселився в Таос-Пуебло, недалеко від столиці Санта-Фе, і протягом наступних п'яти років шукав підтримки для повстання серед 46 міст Пуебло. Він заручився підтримкою пуеблос з долини Ріо-Гранде, що говорять на мовах Тіва, Тева, Това, Тано та Керес. Пекос Пуебло, за 50 миль на схід від Ріо-Гранде, пообіцяв взяти участь у повстанні, як це зробили Зуні та Хопі, 120 і 200 миль відповідно на захід від Ріо-Гранде. Пуебло, які не приєдналися до повстання: чотири міста на півдні Тіви (Тігуекс) поблизу Санта-Фе та Піро-Пуебло на південь від головних населених пунктів Пуебло поблизу сучасного міста Сокорро. Південні Тіва та Піро були більш інтегровані в іспанську культуру, ніж інші групи. Населення іспанців, яке налічувало близько 2400 осіб, включаючи метисів із змішаною кров'ю та місцевих слуг та службовців, було розкидане по всьому регіону. Санта-Фе був єдиним місцем, яке можна назвати містом. Іспанці змогли зібрати лише 170 чоловіків зі зброєю. Пуебло, які приєдналися до повстання, мабуть, мали 2000 і більше дорослих чоловіків, здатних використовувати зброю, таку як лук та стріли. Не виключено, що в повстанні брали участь деякі апачі та навахо.
Повстання Пуебло було типовим для мілленарських рухів у колоніальних суспільствах. Попай пообіцяв, що як тільки іспанці будуть вбиті чи вигнані, древні боги Пуебло винагородять їх здоров'ям та процвітанням. План Попая полягав у тому, що мешканці кожного Пуебло піднімуться і вб'ють іспанців у своєму районі, а потім усі просунуться до Санта-Фе, щоб убити або вигнати решту іспанців. Датою повстання було призначено 11 серпня 1680 року. Попай відправив бігунів до всіх пуебло, що несли шнури з вузликами. Щоранку керівництво Пуебло мало відв'язати один вузол від шнура, і коли розв'язався останній вузол, це було б сигналом для них, щоб вони в унісон піднялися проти іспанців. Однак 9 серпня лідери півдня Тіви попередили іспанців про наближення повстання, і вони захопили двох юнаків Тесуке Пуебло, яким довірили передати послання пуебло. Їх катували, щоб змусити їх розкрити значення вузликового шнура.

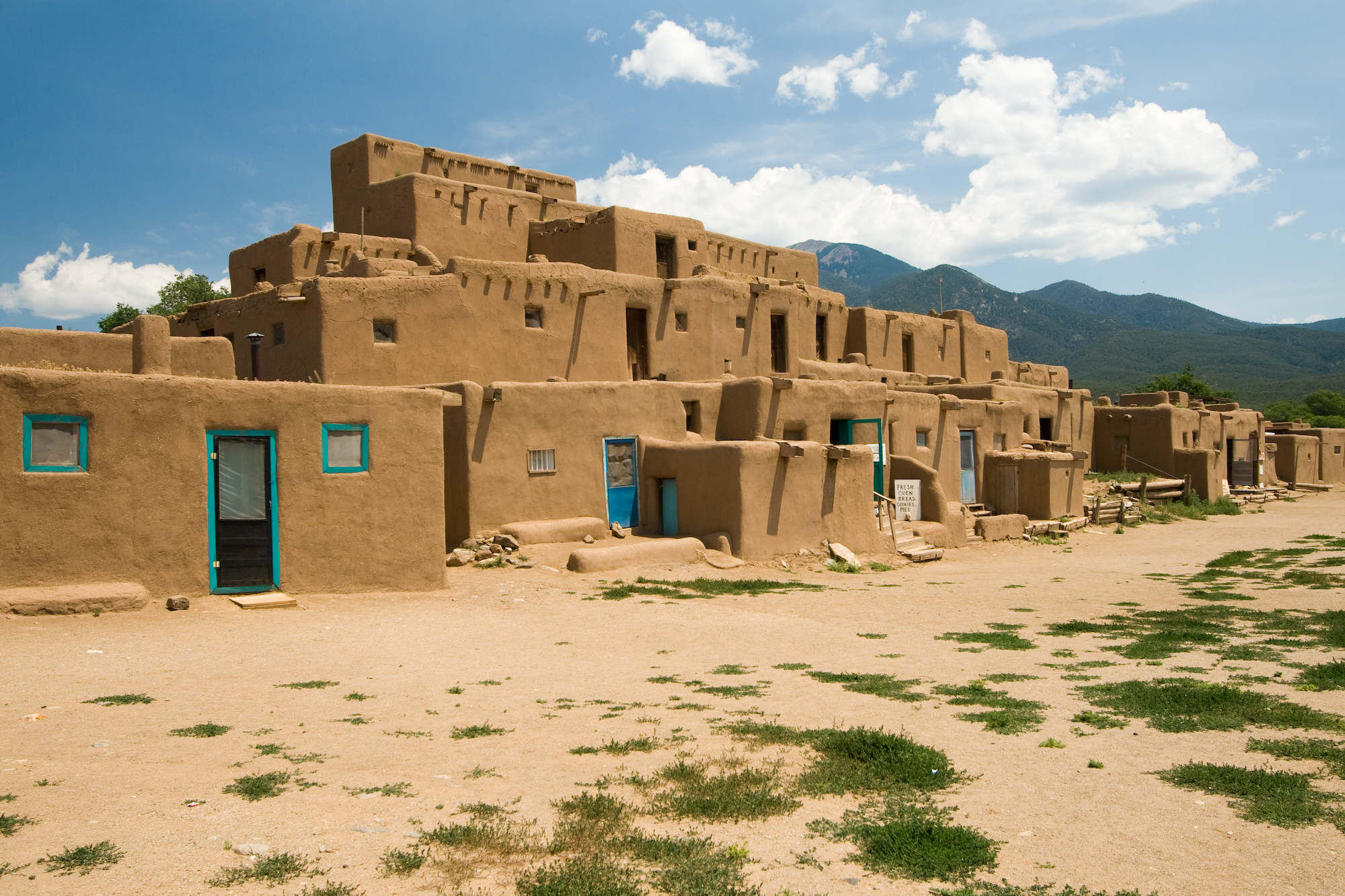
Таос Пуебло служив базою для Попая під час повстання.

Тоді Попай наказав почати повстання на день раніше. Хопі, розташовані у віддаленому районі Хопі-Месас в Аризоні, не отримали попереднього повідомлення про початок повстання і дотримувались попереднього графіка повстання. 10 серпня Пуебло піднялися, викрали коней іспанців, щоб не дати їм втекти, огородили дороги, що ведуть до Санта-Фе, і розграбували іспанські поселення. Всього було вбито 400 людей, включаючи чоловіків, жінок, дітей та 21 з 33 францисканських місіонерів у Нью-Мексико. Вцілілі втекли до Санта-Фе та Іслети-Пуебло, за 10 миль на південь від Альбукерке та одного з Пуебло, який не брав участі у повстанні. До 13 серпня всі іспанські поселення в Нью-Мексико були зруйновані, а Санта-Фе обложено. Пуебло оточили місто та перекрили йому водопостачання. У відчаї 21 серпня губернатор Нью-Мексико Антоніо де Отермін, що забарикадувався у Палаці губернаторів, зробив вилазку за межі палацу з усіма своїми людьми і змусив Пуебло відступити з великими втратами. Потім він вивів іспанців з міста і відступив на південь вздовж Ріо-Гранде, прямуючи до Ель-Пасо-дель-Норте. Пуебло переслідували іспанців, але не атакували. Іспанці, які сховались на Іслеті, також відступили на південь 15 серпня, а 6 вересня дві групи вцілілих, що нараховували 1946 осіб, зустрілися в Сокорро. Близько 500 вцілілих були рабами. Пуебло не перекрили їм прохід з Нью-Мексико.

## Земля Попая

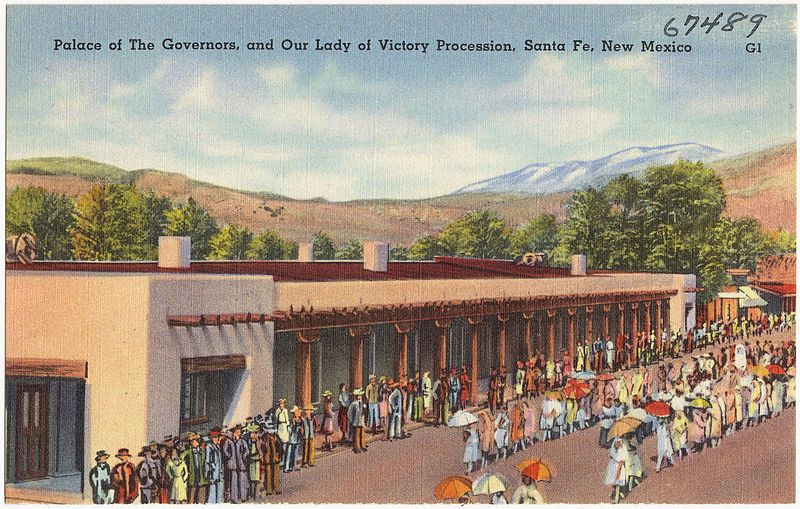
Палац губернаторів у Санта-Фе, на листівці 1930-х років, був обложений Пуебло в серпні 1680 року.

Відступ іспанців залишив Нью-Мексико у владі Пуебло. Попай був загадковою фігурою в історії південного заходу, оскільки серед пуебло є багато переказів про те, що сталося з ним після повстання. Пізніші свідчення, мабуть, були забарвлені антипопайськими настроями.
Очевидно, Попай та його два лейтенанти, Алонсо Катіті із Санто-Домінго та Луїс Тупату з Пікурі, подорожували з міста в місто, наказуючи повернутися до минулого. Усі хрести, церкви та християнські зображення мали бути знищені. Людям було наказано очиститися у ритуальних ваннах, використовувати їхні пуебло імена та знищити всі залишки римо-католицької релігії та іспанської культури, включаючи іспанську худобу та плодові дерева. Попай, як говорилося, заборонив садити пшеницю та ячмінь і наказав тим корінним жителям, які одружились згідно з обрядами католицької церкви, звільнити своїх дружин та взяти інших за старою рідною традицією.
Пуебло не мали традицій політичної єдності. Попай був людиною довіри та суворої політики. Кожен пуебло був самоврядним, а деякі, мабуть, чинили опір вимогам Попая про повернення до доіспанського існування. Рай, який обіцяв Попе, коли іспанців вигнали, не здійснився. Тривала посуха, знищувала посіви пуебло, а набіги апачів та навахо збільшились. Однак спочатку пуебло були єдиними у своїй меті запобігти поверненню іспанців.
Попай був скинутий з посади лідера Пуебло приблизно через рік після повстання і зникає з історії. Вважається, що він помер незадовго до іспанського відвоювання у 1692 році

## Спроба іспанців повернутися
.

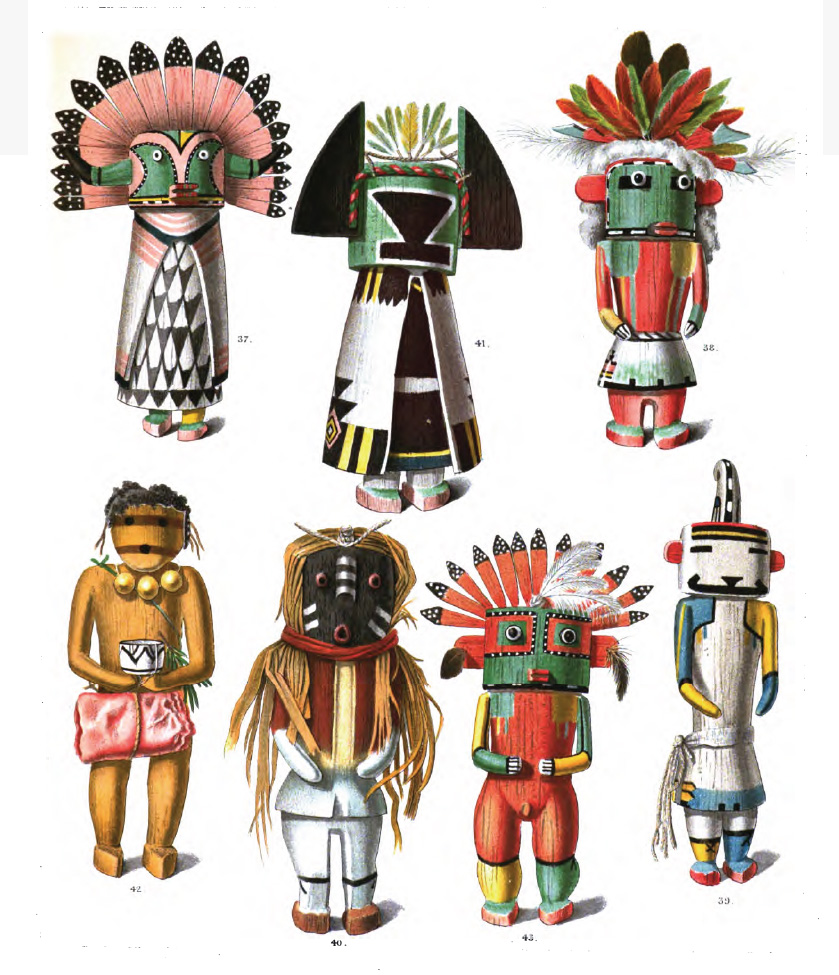
Першопричиною повстання Пуебло, мабуть, була спроба іспанців знищити релігію пуебло, заборонивши традиційні танці та релігійні ікони, такі як ці ляльки качина

У листопаді 1681 року Антоніо де Отермін спробував повернутися до Нью-Мексико. Він зібрав в Ель-Пасо сили 146 іспанців та таку саму кількість солдатів з індіанців і рушив на північ вздовж Ріо-Гранде. Вперше він зіткнувся з пуебло Піро, яке були покинуте, а їх церкви зруйновані. На Іслеті Пуебло він провів короткий бій з жителями, а потім прийняв їх капітуляцію. Залишившись на Іслеті, він відправив компанію солдатів і тубільців для встановлення іспанської влади. Пуебло вдавали капітуляцію, збираючи великі сили для протистояння Отерміну. Побоюючись нападу Пуебло, 1 січня 1682 р. Отермін вирішив повернутися в Ель-Пасо, спаливши пуебло і взявши з собою жителів Іслети. Перша спроба іспанців відновити контроль над Нью-Мексико зазнала невдачі.
Частина жителів Іслета пізніше повернулася в Нью-Мексико, але інші залишились в Ель-Пасо, мешкаючи в Іслета-дель-Сур Пуебло. Піро також переїхали до Ель-Пасо, щоб жити серед іспанців, врешті-решт сформували спільне плем'я Піро, Мансо та Тіва.
Іспанці не змогли переконати деяких пуебло приєднатися до Санта-Фе-де-Нуево-Мексика. Наприклад, Хопі залишалися вільними від будь-якої іспанської спроби завоювання; хоча вони, кілька разів не насильницько, намагалися досягти мирних договорів та торгових угод. Для деяких пуебло повстання було успішним у своїй меті відігнати європейський вплив.

## Повторне завоювання
Повернення іспанців до Нью-Мексико почалося через побоювання щодо проникнення Франції в долину Міссісіпі та бажанням створити оборонний рубіж проти дедалі агресивніших кочових племен на їх північних кордонах. У серпні 1692 року Дієго де Варгас безперешкодно рушив до Санта-Фе разом капітаном Бартоломе де Охедою. Де Варгас із лише шістдесятьма солдатами, сотнею індійських допоміжних солдатів, сімома гарматами (які він використовував як важіль проти Пуебло всередині Санта-Фе) та одним францисканським священиком прибув до Санта-Фе 13 вересня. Він пообіцяв 1000 людям Пуебло помилування та захисту, якщо вони присягнуть на вірність королю Іспанії та повернуться до християнської віри. Через деякий час Пуебло відхилили вимоги іспанців. Після довгих переконань іспанці нарешті змусили Пуебло погодитися на мир. 14 вересня 1692 року де Варгас проголосив офіційний акт про повернення території у власність Корони. Це було тринадцяте місто, яке він відвоював для Бога і короля про що він радісно написав Конде де Гальве, віце-королю Нової Іспанії. Протягом наступного місяця де Варгас відвідав інші Пуебло і прийняв їхню згоду з іспанським пануванням.
Хоча угода 1692 р. про мир була безкровною, у наступні роки де Варгас зберігав дедалі жорсткіший контроль над дедалі зухвалішим Пуебло. Де Варгас повернувся до Мексики і зібрав близько 800 людей, у тому числі 100 солдатів, і повернувся до Санта-Фе в грудні 1693 року. Цього разу 70 воїнів Пуебло та 400 членів родин всередині міста виступили проти його в'їзду. Де Варгас та його війська влаштували швидке та криваве захоплення, яке завершилося капітуляцією та стратою 70 воїнів Пуебло та їхнім сім'ям винесли вирок до десяти років рабства.
У 1696 р. мешканці чотирнадцяти пуеблов здійснили другий організований бунт, що розпочався вбивствами п'яти місіонерів та тридцяти чотирьох поселенців. Індіанці використовували зброю, якою самі іспанці торгували корінним жителям протягом багатьох років. Відплата де Варгаса була немилосердною, ретельною і тривалою. До кінця століття міста Пуебло, що чинили останній опір, здалися, і іспанське відвоювання було завершеним. Багато індіанців, проте, втекли з Нью-Мексико, щоб приєднатися до апачів або навахо або спробувати переселитися на Великі рівнини. Одне з їхніх поселень було знайдено в Канзасі в Ель-Кварталехо.
Хоча незалежність багатьох пуебло від іспанців була короткочасною, повстання Пуебло дало народу міру свободи від майбутніх іспанських спроб по викоріненню їх культури та релігії після повторного завоювання. Іспанці видали суттєві земельні гранти кожному індіанцю Пуебло та призначили державного захисника для захисту прав корінних американців та обговорення їх судових справ в іспанських судах. Францисканські священики, які повернулися до Нью-Мексико, знову не намагалися нав'язати теократію в Пуебло, які продовжували сповідувати свою традиційну релігію.

Статуя Попая у Національному скульптурному залі

## В культурі
У Зоряному шляху 1994 року в епізоді «Кінець подорожі» згадується повстання Пуебло в контексті предків різних персонажів, які брали участь у повстанні.
Статуя Попая скульптора Кліффа Фраґуа була додана до Національної колекції скульптурних залів в будівлі Капітолію США в 2005 році як одна з двох статуй з Нью-Мексико.